# Alcalde Díaz
Alcalde Díaz è un comune (corregimiento) della Repubblica di Panama situato nel distretto di Panama, provincia di Panama. Si estende su una superficie di 46 km² e conta una popolazione di 41.292 abitanti (censimento 2010).